# Fernando Márquez de la Plata Echenique
Fernando Márquez de la Plata Echenique (29 de febrero de 1892 - Santiago, 24 de noviembre de 1959), conde de Casa Tagle de Trasierra, fue un investigador, arqueólogo, escritor e historiador chileno.

## Primeros años de vida
Hijo de Florencio Márquez de la Plata Solar y de Rosa Echenique Tagle, se radicó muy joven con su familia en Madrid. Estudió arqueología y antropología en la Universidad de Madrid. Fue colaborador del investigador alemán Hugo Obermaier, siendo testigo del descubrimiento de la Cueva de Altamira y sus pinturas rupestres.
A los 22 años publicó un comentado estudio sobre los orígenes prehistóricos del pueblo español. También editó una publicación sobre el poblamiento americano. En el norte de España, estudió las raíces y casas originales de 169 familias que emigraron a Chile, lo que dio lugar a un estudio de varios tomos. Asimismo, realizó una serie de investigaciones en Egipto. Ya radicado en Chile, le dio un giro a sus estudios, reenfocando su interés hacia la arquitectura y objetos cotidianos chilenos, como trajes y muebles, en el marco de las manifestaciones artísticas y artesanales producidas en el país durante sus primeros siglos.

## Vida privada
En 1924 contrajo matrimonio con Rosa Yrarrázaval Fernández, prima del poeta Vicente Huidobro Fernández, con quien tuvo cuatro hijos: Fernando, Rodrigo, Alfonso y Rosita.

## Publicaciones
Libros y publicaciones de su autoría
- La población americana y cómo algunos han tratado de esclarecer sus orígenes, (1917).
- La emparedada de Irarrazábal: Tradiciones vasco-cántabras de don Juan V. Araquistain, (1918).
- Arqueología nobiliaria, (1930-).
- Los muebles en Chile durante los siglos XVI, XVII y XVIII, (1933).
- Restos arqueológicos pertenecientes a la familia Andia-Yrarrázaval en España, (1934).
- Los trajes en Chile durante los siglos XVI, XVII y XVIII, (1934).
- Recuerdos del Iltmo Sr. D. Martín Rücker: en España, (1935).
- Vida de un consejero de Indias, (1937).
- Antiguas leyendas españolas, (1938).
- Viaje de la Corbeta San Pío a la Costa Patagónica y Tierra del Fuego en 1791, (1938).
- Correspondencia de Don Bernardo de Vera y Pintado, (1941).
- Documentos de don Antonio Álvarez Jonte y don Juan José Paso: que se conservan en el archivo de la nación argentina de Buenos Aires, (1942).
- Arqueología del antiguo reino de Chile, (1953).